# 斯克里韦里站
斯克里韦里站是拉脱维亚里加-陶格夫匹尔斯铁路上的一个火车站，车站由拉脱维亚铁路运营。车站建于1861年，距离车站最近的居民点是斯克里韦里村。